# Пыжья
Пыжья — река в России, протекает в Селтинском районе Республики Удмуртия. Устье реки находится в 25 км по правому берегу реки Кырчма. Длина реки составляет 12 км, площадь водосборного бассейна 45,9 км².
Исток реки находится в заболоченном лесу в 39 км к северо-западу от села Селты на границе с Кировской областью. Река течёт на юго-восток, всё течение проходит по ненаселённому заболоченному лесу. Река протекает нежилую деревню Пыжья, впадает в Кырчму выше деревни Рысай.

## Данные водного реестра
По данным государственного водного реестра России относится к Камскому бассейновому округу, водохозяйственный участок реки — Вятка от водомерного поста посёлка городского типа Аркуль до города Вятские Поляны, речной подбассейн реки — Вятка. Речной бассейн реки — Кама.
Код объекта в государственном водном реестре — 10010300512111100038859.